# 超人說

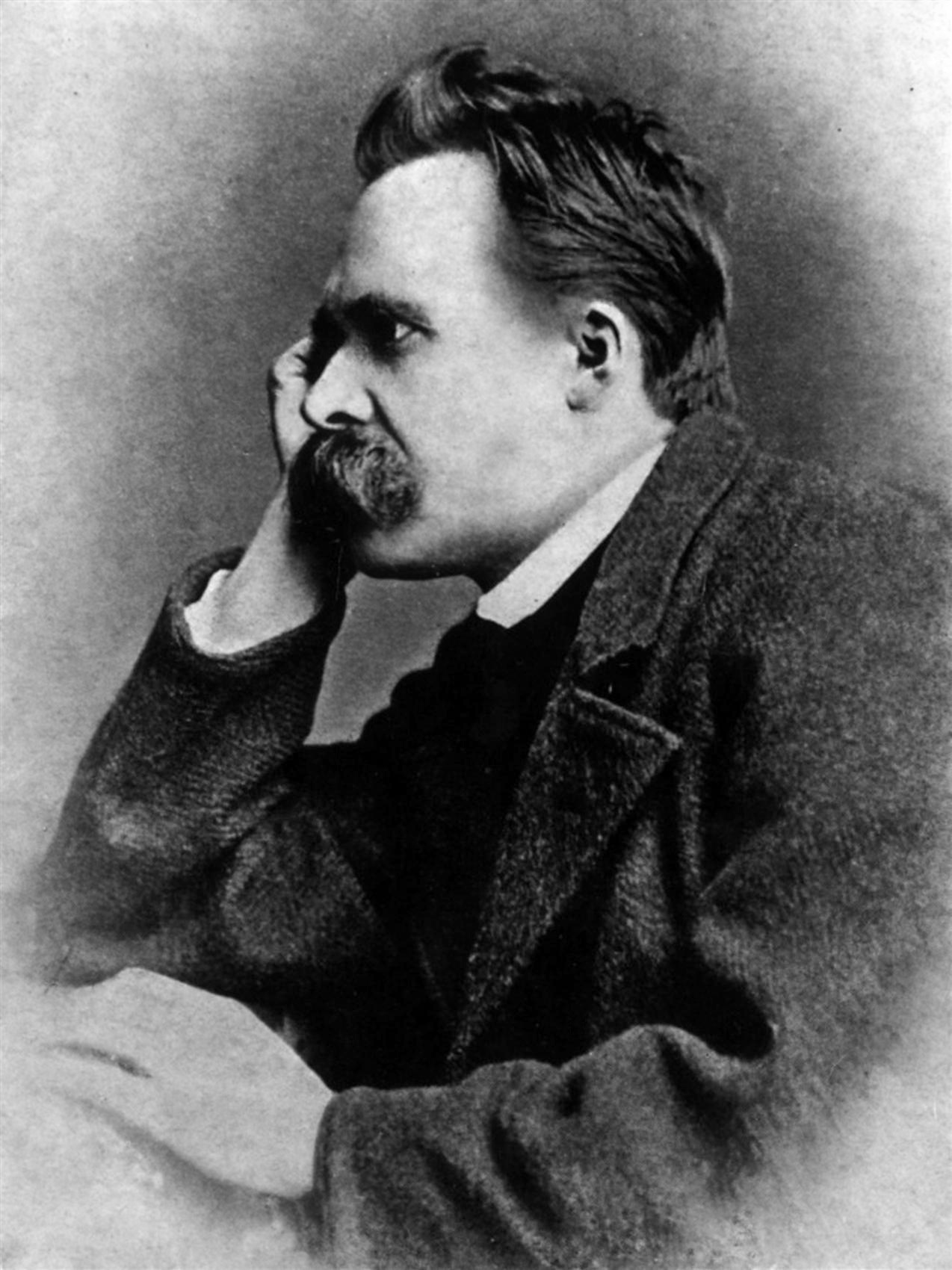
弗里德里希·尼采

超人說（德語：Übermensch）是德意志帝国哲學家弗里德里希·尼采的著名理論，是《查拉图斯特拉如是说》中查拉圖斯特拉一角對人類設下的理想典範。尼采在其著作中描述：「超人就是這大海，在他裡面你的大輕蔑將被融入。」
在《查拉图斯特拉如是说》一書中，尼采以查拉圖斯特拉的身份剖析，認為人在經歷道德、基督教信仰幻滅的虛無主義後，應該將心境轉向一種「積極、正面的虛無主義」，使自己得以面對心中的價值意義，並且依此意義創建人生。尼采认为自己找到了一种彻底战胜虚无主义的方法，即“超人”。能達到此境界的人，就是偉大的「超人」。值得注意的是，「超人」作為一種理想型的人類，与现存的所有人都不同，是新的“人”，是不同于人的“人”；但尼采認為人類歷史中未曾有過超人，《查拉图斯特拉如是说》中的查拉圖斯特拉並非超人，而尼采也不认为自己是。但超人並非徒具蠻力的勇者或殘酷的暴君，而是勇於自我超越、自我批判及價值重估的人。預設「神」存在的有神论者，就可能誤解成超人是尼采另造的新「神」（相對於基督教或其他既有宗教的「舊神」），但其實尼采的「超人」是對人類未來的最高期許。

## 其他

### 與纳粹主义的關係
「超人」一詞被納粹德國政權及其元首阿道夫·希特勒的纳粹主义頻繁地使用，作為其雅利安人種或日耳曼人優越說的理論基礎。在种族主义式的新詮釋下，「超人」一詞被與「优等民族」劃上等號，更憑此衍生出「劣等人种」（Untermensch）的構念，透過標籤犹太人、斯拉夫人等非日耳曼人來正當化納粹德國對他們的支配與奴役。儘管如此，纳粹党人對超人說斷章取義式的曲解，其實與尼采生前對反猶主義與德意志民族主義的批判相左。